# 西田晴夫
西田晴夫（にしだ　はれお、1950年4月 - 2011年3月4日）は、大阪府生まれの相場師。

## 概要
「最後の仕手筋」と呼ばれた相場師である。西田グループの扱う株は「N銘柄」「西田銘柄」といわれ、証券市場を騒がせ続けた。
西田の経歴は謎に包まれている部分が多い。豪農の三男として生まれ、1973年から1987年まで大阪府守口市で市職員として働いていた。株の世界に入るきっかけは、最初の妻が癌になり、その治療費や入院費を稼ぐためだったという。相場師として活動するようになってからは、水面下で仕手戦の指揮を執った。仕手の痕跡を残すことを極端に嫌い、証券口座は側近名義、ホテルの宿泊も偽名だったという。
西田の仕手筋の中でも、特に有名なのは、1999年にダイアモンド卸売の宝林（現在のサハダイヤモンド）の株を大量に入手し、私募CBを発行するなどの方法で株価を100円台から2500円にまで急騰させた事件である。その他、アイビーダイワ、ボディソニック、キムラタン、YOZAN、クオンツなどに関与したとされる。
無類の女好きとしても知られ、口説き落とした愛人にマンションを買い与えたうえ、法外な生活費を渡すなど、羽振りのよさでも知られていた。
2007年10月、英会話教室NOVA（猿橋望前社長当時）の第三者割当増資（新株予約権）に絡み、西田の暗躍が取り沙汰された。この増資計画発表から2日後、西田は後述の株価操作容疑で逮捕され、猿橋は関与を否定するも解任された。

### 逮捕
2007年10月12日、旧南野建設（現アジアゲートホールディングス）が2002年11月に実施した約12億4千万円の第三者割当増資（新株予約権）発行に関連し、同年11月~12月にかけて仮装売買を繰り返し株価を操作した金融商品取引法違反（相場操縦）容疑で、大阪地検特捜部に逮捕された。

### 晩年
公判中に持病の糖尿病が悪化して脳梗塞を発症し、最後の2年は植物状態だった。2010年4月に控訴棄却。2011年に死去した時には親族はだれも遺体を引き取らず、数人の投資家が荼毘に付して埋葬したという。